# ويليام دي ليهي
ويليام دي ليهي (بالإنجليزية: William D. Leahy)‏ (و. 1875 – 1959 م) هو ضابط، ودبلوماسي، وسياسي، وأميرال  أمريكي، ولد في هامبتون، بدأ مشواره المهني سنة 1897، ويحمل رتبة عسكرية Fleet admiral (United States) ‏، وأميرال ‏، ونائب أميرال ‏، ولواء في قوات البحرية الأمريكية ‏، ونقيب ‏، وقائد ‏، وملازم مقدم ‏، وملازم، وملازم ‏، وملازم، توفي في بيثيسدا، عن عمر يناهز 84 عاماً.

## مناصب
تولى منصب
- رئيس هيئة الأركان المشتركة الأمريكية 20 يوليو 1942–21 مارس 1949
- سفير الولايات المتحدة إلى فرنسا  [لغات أخرى]‏ 1941–1942
- حاكم بورتوريكو 11 سبتمبر 1939–28 نوفمبر 1940
- رئيس العمليات البحرية 2 يناير 1937–1 أغسطس 1939
- سفير

.

## التعليم
تعلم في أكاديمية الولايات المتحدة البحرية
.

## الخدمة العسكرية
خدم في بحرية الولايات المتحدة.

## القيادات
تولى قيادة:
- USS St. Louis (C-20) [الإنجليزية]‏ 1921–1922
- USS Princess Matoika [الإنجليزية]‏ أبريل 1918–1918
- USS Dolphin (PG-24) [الإنجليزية]‏
- USS New Mexico (BB-40) [الإنجليزية]‏

## جوائز
حصل على جوائز منها:
- صليب البحرية
- Nicaraguan Campaign Medal [الإنجليزية]‏
- Sampson Medal [الإنجليزية]‏
- ميدالية النصر في الحرب العالمية الأولى  [لغات أخرى]‏
- ميدالية النصر  [لغات أخرى]‏
- ميدالية خدمة الدفاع الوطني  [لغات أخرى]‏
- ميدالية الحملة الآسيوية الباسيفيكية  [لغات أخرى]‏
- ميدالية النصر في الحرب العالمية الثانية  [لغات أخرى]‏
- Philippine Campaign Medal [الإنجليزية]‏
- Spanish Campaign Medal [الإنجليزية]‏
- Dominican Campaign Medal [الإنجليزية]‏
- Mexican Service Medal [الإنجليزية]‏
- ميدالية البحرية للخدمة المميزة  [لغات أخرى]‏
- ميدالية الحملات الأمريكية  [لغات أخرى]‏
- ميدالية الحملة الأوروبية الأفريقية الشرق أوسطية  [لغات أخرى]‏